# Peter Blake (zeiler)

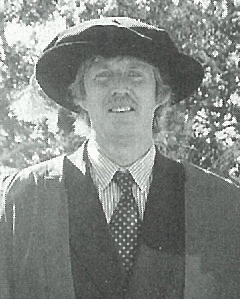
Peter Blake in 1999

Sir Peter Blake, KBE (Nieuw-Zeeland, 1 oktober 1948 - Macapá, 6 december 2001) was een Nieuw-Zeelandse zeiler. Hij leerde begin jaren zeventig in Groot-Brittannië de kneepjes van het vak. Hij veroverde voor Nieuw-Zeeland twee keer de America's Cup. Daarvoor won hij de Whitbread Round the World Race (tegenwoordig de Volvo Ocean Race) in 1989 en de Jules Verne Trofee in 1994. Dit deed hij door in 74 dagen, 22 uur, 17 minuten en 22 seconden rond de wereld te varen in zijn catamaran Enza. Blake werd in 1995 geridderd voor zijn bewezen diensten voor het zeilen. In 2000 ontving hij een eredoctoraat van de Technische Universiteit van Auckland. Op 5 december 2001 werd hij vermoord door piraten tijdens een verkenningstocht langs Zuid-Amerika. In zijn leven heeft Peter veel aandacht besteed voor het milieu, zo was zijn laatste tocht ook een verkenningstrip voor het milieu. In de Top 100 History Makers, een verkiezing voor de belangrijkste Nieuw-Zeelander ooit, belandde hij op een 34e plaats.